# Astragalus gracilis
Astragalus gracilis är en ärtväxtart som beskrevs av Thomas Nuttall. Astragalus gracilis ingår i släktet vedlar, och familjen ärtväxter. Inga underarter finns listade i Catalogue of Life.

## Bildgalleri

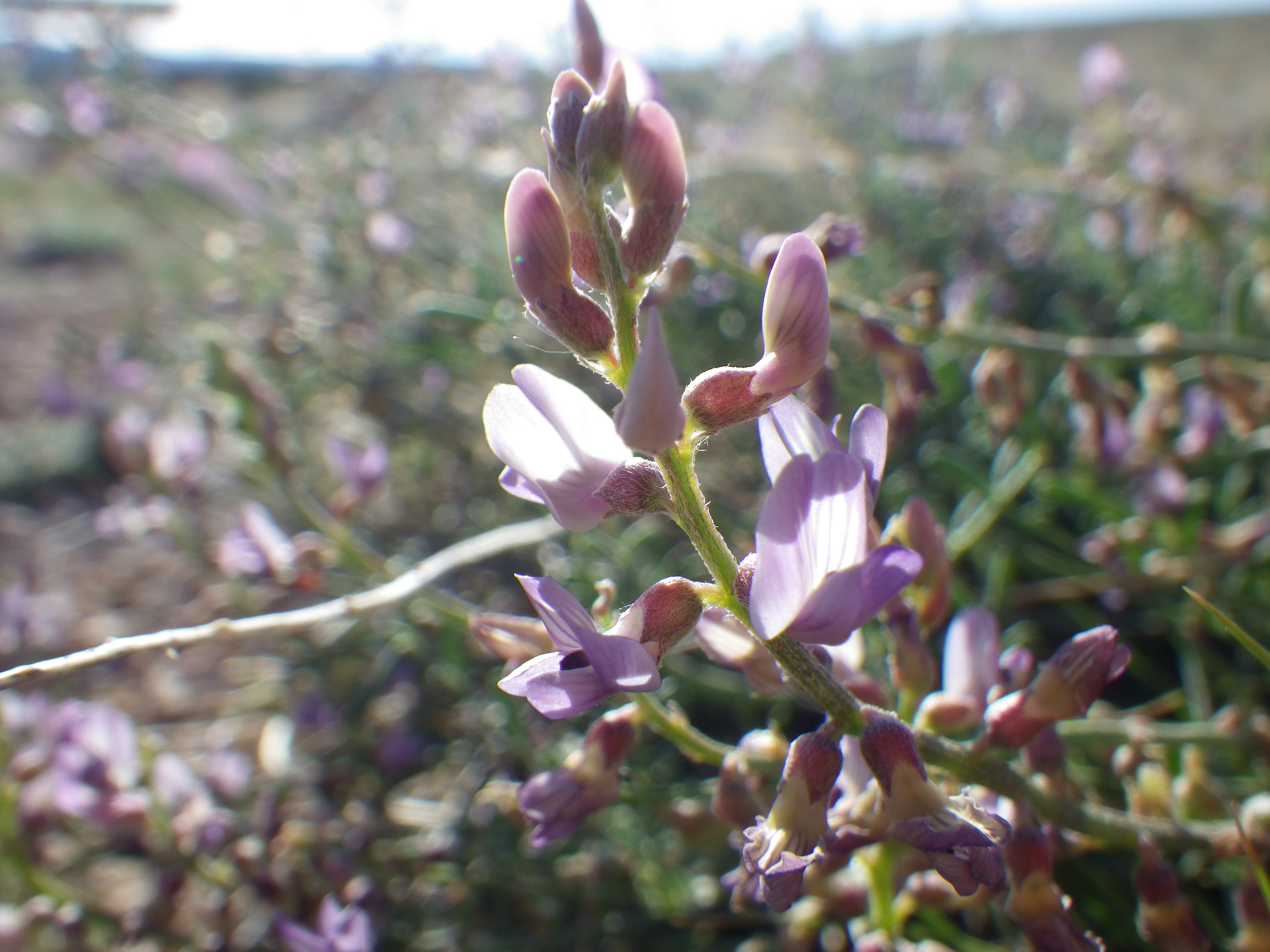
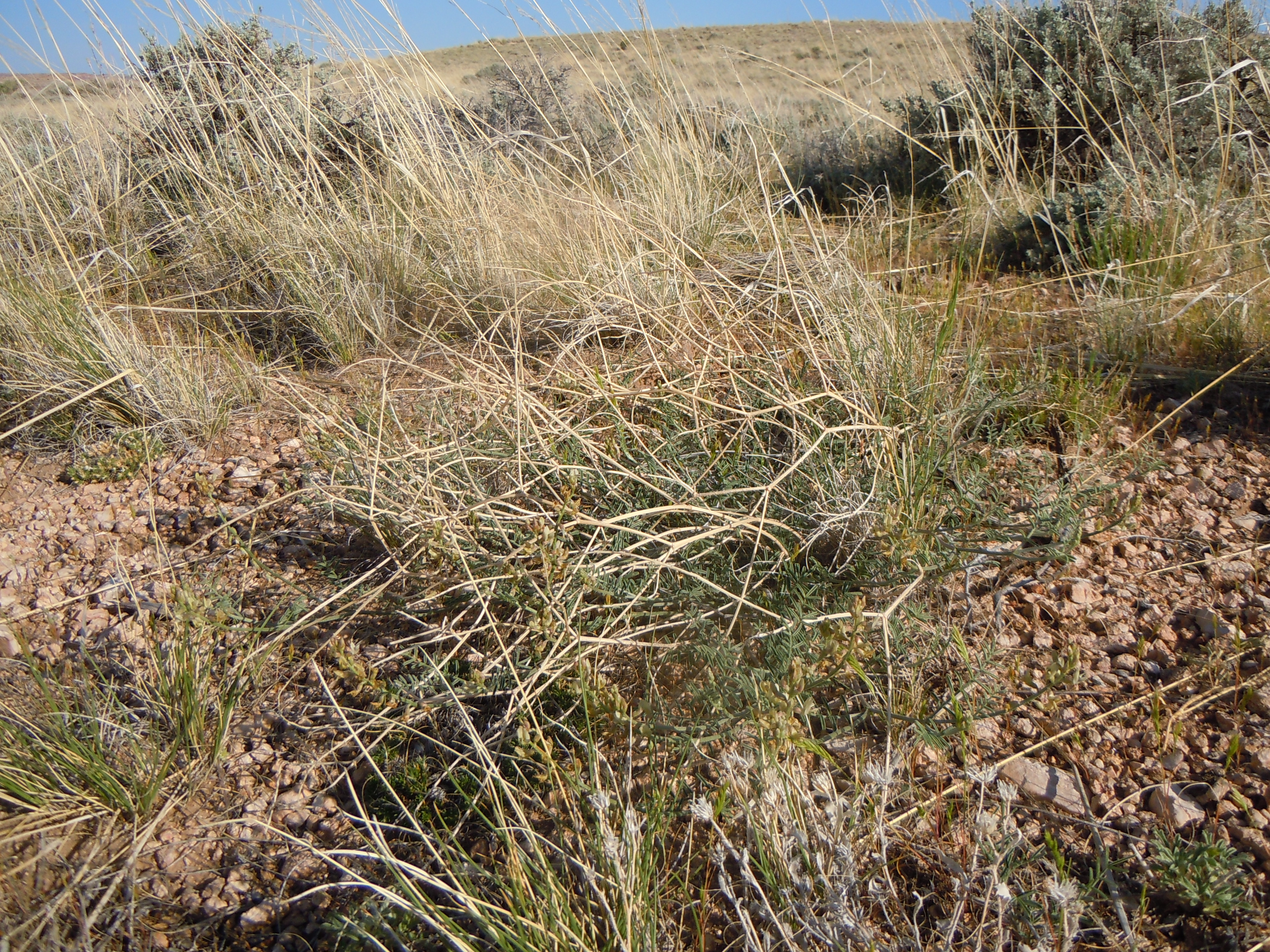
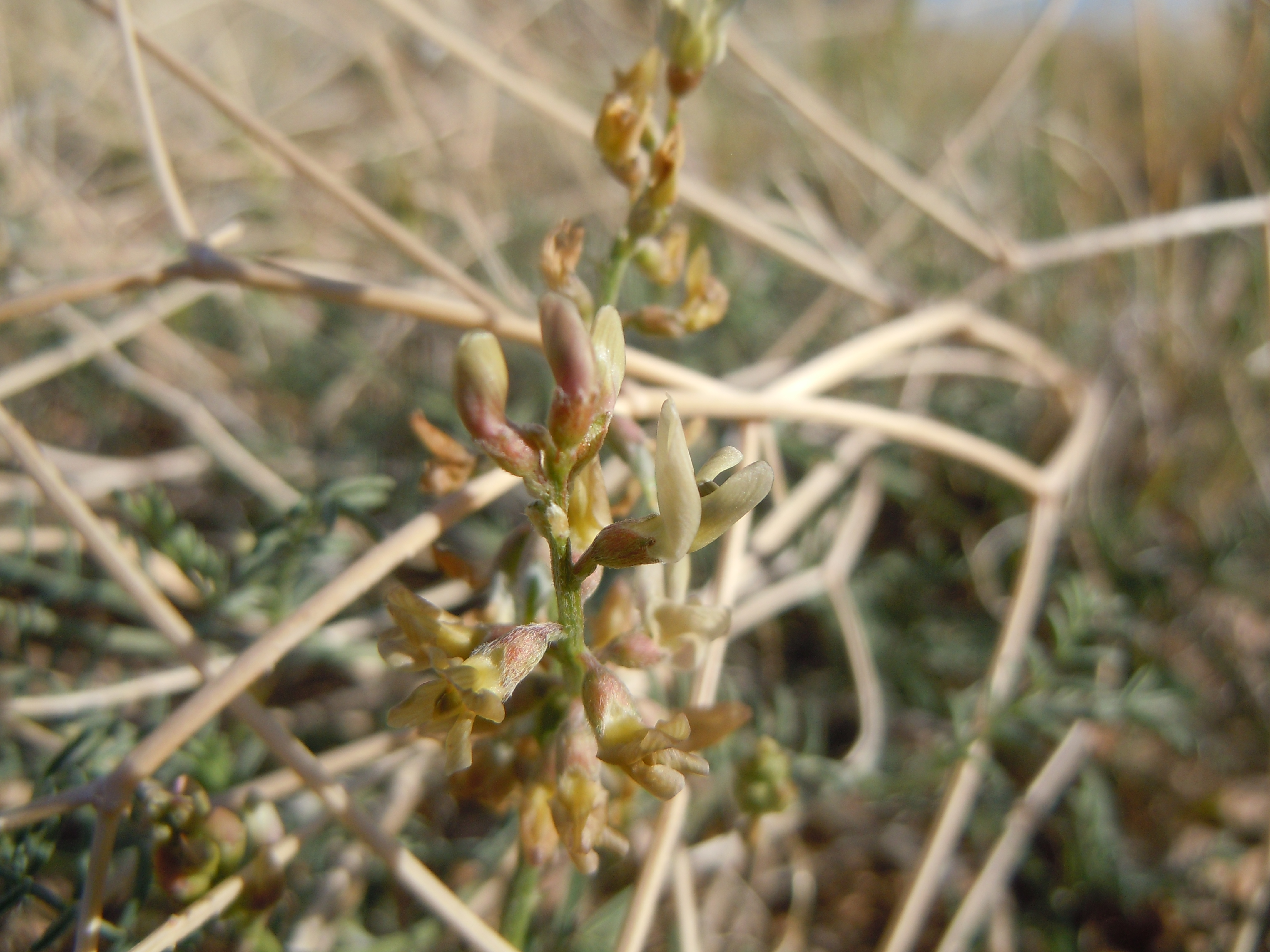
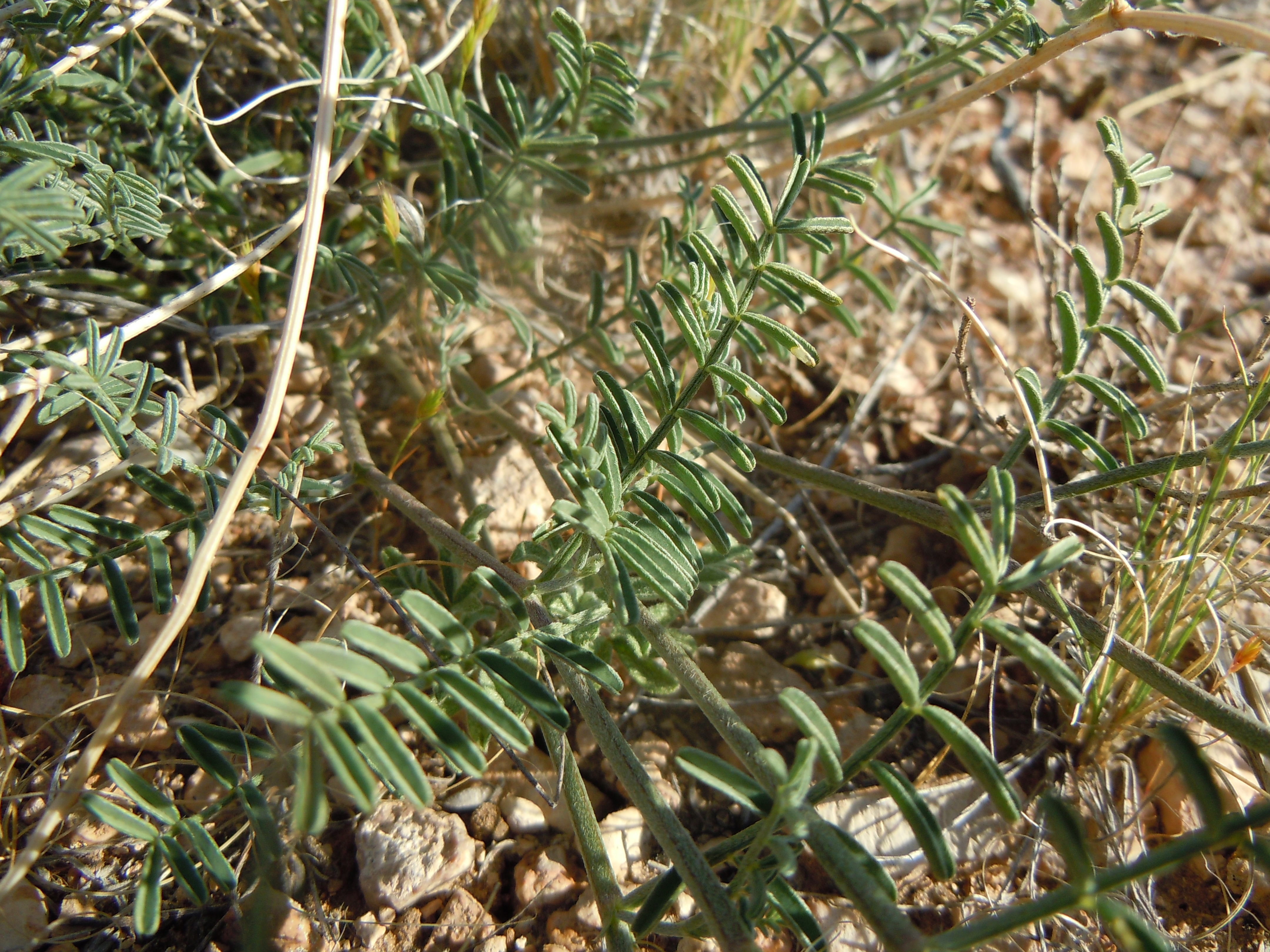